# 1688 год в науке
В 1688 году произошли различные научные и технологические события, некоторые из которых представлены ниже.

## События
- Прусский астроном Готфрид Кирх попытался ввести новое созвездие «Бранденбургский Скипетр», однако поддержки не получил.

## Публикации
- Трактат «Философские рассуждения, навеянные внешним видом солей» Доменико Гульельмини[англ.] заложил основы научной кристаллографии[1].

## Родились
См. также: Категория:Родившиеся в 1688 году
- 29 января — Эммануил Сведенборг (умер в 1772 году), шведский учёный и теософ-мистик.
- 4 апреля — Жозеф Никола Делиль (умер в 1768 году), французский астроном.
- 26 сентября — Вильгельм Якоб Гравезанд (умер в 1742 году), голландский естествоиспытатель.
- 15 ноября — Луи-Бертран Кастель (умер в 1757 году), французский учёный.

## Скончались
См. также: Категория:Умершие в 1688 году
- 28 января — Фердинанд Вербист (род. в 1623 году), фламандский астроном.
- 9 октября — Клод Перро (род. в 1613 году), французский учёный и архитектор.